# Wijken en buurten in Kampen
De Nederlandse gemeente Kampen is voor statistische doeleinden onderverdeeld in wijken en buurten. De gemeente is verdeeld in de volgende statistische wijken:
- Wijk 00 Kampen (CBS-wijkcode:016600)
- Wijk 03 IJsselmuiden (CBS-wijkcode:016603)
- Wijk 04 Zalk (CBS-wijkcode:016604)
- Wijk 05 Wilsum (CBS-wijkcode:016605)
- Wijk 06 Grafhorst (CBS-wijkcode:016606)
- Wijk 07 Kamperveen (CBS-wijkcode:016607)
- Wijk 08 's-Heerenhoek (CBS-wijkcode:016608)
- Wijk 09 Verspreide huizen (CBS-wijkcode:016609)

Een statistische wijk kan bestaan uit meerdere buurten. Onderstaande tabel geeft de buurtindeling met kentallen volgens het Centraal Bureau voor de Statistiek (2008):
| CBS-buurtcode | Buurtnaam                            | Inwonertal | Opp. totaal (ha) | Opp. land (ha) | Ligging                |
| ------------- | ------------------------------------ | ---------- | ---------------- | -------------- | ---------------------- |
| BU01660000    | Binnenstad Kampen                    | 4620       | 80               | 60             | Locatie in de gemeente |
| BU01660001    | Brunnepe                             | 3480       | 45               | 40             | Locatie in de gemeente |
| BU01660002    | Groene Hart                          | 70         | 37               | 35             | Locatie in de gemeente |
| BU01660003    | Hanzewijk en Greente                 | 2430       | 34               | 34             | Locatie in de gemeente |
| BU01660004    | Kampen-Zuid                          | 2480       | 33               | 29             | Locatie in de gemeente |
| BU01660005    | Flevowijk                            | 3690       | 50               | 50             | Locatie in de gemeente |
| BU01660006    | Industrieterrein Kampen              | 470        | 328              | 283            | Locatie in de gemeente |
| BU01660007    | Bovenbroek                           | 1320       | 41               | 41             | Locatie in de gemeente |
| BU01660008    | Cellesbroek                          | 7100       | 156              | 154            | Locatie in de gemeente |
| BU01660009    | Hagenbroek                           | 2200       | 58               | 58             | Locatie in de gemeente |
| BU01660010    | De Maten                             | 3480       | 76               | 74             | Locatie in de gemeente |
| BU01660011    | De Venen                             | 0          | 76               | 70             | Locatie in de gemeente |
| BU01660012    | Stationsplein                        | 80         | 23               | 17             | Locatie in de gemeente |
| BU01660015    | Het Onderdijks                       | 1270       | 151              | 149            | Locatie in de gemeente |
| BU01660016    | Polder Dronthen                      | 130        | 945              | 931            | Locatie in de gemeente |
| BU01660017    | De Melm                              | 140        | 867              | 830            | Locatie in de gemeente |
| BU01660018    | Kampereiland                         | 510        | 3324             | 3023           | Locatie in de gemeente |
| BU01660019    | Mandjeswaard                         | 90         | 698              | 670            | Locatie in de gemeente |
| BU01660300    | IJsselmuiden-Centrum                 | 5040       | 116              | 116            | Locatie in de gemeente |
| BU01660301    | Losselanden                          | 4570       | 74               | 74             | Locatie in de gemeente |
| BU01660302    | Industrieterrein IJsselmuiden        | 210        | 160              | 123            | Locatie in de gemeente |
| BU01660303    | De Waard                             | 130        | 191              | 173            | Locatie in de gemeente |
| BU01660304    | De Koekoek                           | 740        | 596              | 587            | Locatie in de gemeente |
| BU01660305    | Oosterholt                           | 650        | 112              | 111            | Locatie in de gemeente |
| BU01660306    | Sonnenberg                           | 100        | 384              | 381            | Locatie in de gemeente |
| BU01660307    | Trekvaart                            | 140        | 52               | 50             | Locatie in de gemeente |
| BU01660400    | Zalk                                 | 540        | 22               | 22             | Locatie in de gemeente |
| BU01660401    | Verspreide huizen Zalk               | 320        | 1373             | 1264           | Locatie in de gemeente |
| BU01660500    | Wilsum                               | 780        | 35               | 35             | Locatie in de gemeente |
| BU01660501    | Verspreide huizen Wilsum             | 80         | 666              | 591            | Locatie in de gemeente |
| BU01660600    | Grafhorst                            | 940        | 120              | 107            | Locatie in de gemeente |
| BU01660700    | Kamperveen                           | 790        | 2249             | 2191           | Locatie in de gemeente |
| BU01660800    | 's-Heerenbroek                       | 600        | 371              | 349            | Locatie in de gemeente |
| BU01660900    | Verspreide huizen polder Mastenbroek | 180        | 1443             | 1425           | Locatie in de gemeente |

## Indeling van de gemeente Kampen
Sinds 2001 is de gemeente Kampen bestuurlijk onderverdeeld in 12 wijken. De wijken worden vervolgens weer onderverdeeld naar buurten. De buiten de stad Kampen gelegen kernen worden door de gemeente Kampen ook als wijken aangeduid.
Stad Kampen
1. Binnenstad
2. Zuid-Bovenbroek
  - Bovenbroek
  - Kampen-Zuid
3. Brunnepe-Hanzewijk-Hagenbroek
  - Brunnepe
  - Hanzewijk
  - Hagenbroek
4. Flevowijk-Cellesbroek-Middenwetering
  - Flevowijk
  - Cellesbroek
  - Middenwetering
5. De Maten - Het Onderdijks (Stationskwartier)
  - De Maten
  - Het Onderdijks
  - Stationskwartier
6. Kernen

1. - Kampereiland
  - IJsselmuiden
  - Grafhorst
  - Kamperveen
  - 's-Heerenbroek-Mastenbroek
  - Reeve
  - Wilsum
  - Zalk